# Stanislav Zore
Stanislav Zore (Znojile, 7 settembre 1958) è un arcivescovo cattolico sloveno, dal 4 ottobre 2014 è il 37º arcivescovo metropolita di Lubiana.

## Biografia
Stanislav Zore è nato il 7 settembre 1958 a Znojile, nel comune di Kamnik, in Slovenia. È cresciuto in un'umile famiglia di agricoltori, insieme a tre fratelli e ai suoi genitori. Suo padre lavorava in una miniera nella valle di Tuhinjska, mentre sua madre era una casalinga che si occupava della loro fattoria.

### Formazione e ministero sacerdotale
Dopo aver finito il liceo a Kamnik, ha deciso di seguire la sua vocazione sacerdotale, così il 1º settembre 1977, poco prima di compiere ventisei anni, è entrato nel noviziato francescano di Nova Gorica. Contemporaneamente si è iscritto alla facoltà di teologia dell'Università di Lubiana. Un anno dopo, il 2 settembre 1978, ha pronunciato i primi voti.
Il 4 ottobre 1984, ha pronunziato i voti solenni nell'ordine francescano. È stato ordinato presbitero il 29 giugno 1985, il giorno della festa dei Santi Pietro e Paolo. Si è poi laureato in teologia all'Università di Lubiana. Dopo l'ordinazione, è stato per quattro anni cappellano in una parrocchia del Distretto di Šiška, a Lubiana, quindi è diventato rettore della basilica di Maria Ausiliatrice a Brezje, ruolo ricoperto dal 1989 al 1995. Successivamente, tra il 1995 e il 1998, ha ricoperto l'incarico di rettore del Santuario Mariano di Salcano, nel comune sloveno di Nova Gorica.
Lo stesso anno, è stato eletto superiore provinciale della Provincia di Santa Croce, la massima carica francescana in Slovenia, e ha svolto questo ruolo fino al 2004. Sei anni dopo, è stato rieletto a mantenere il medesimo incarico, svolto fino alla sua promozione all'episcopato. In questo ambito, è stato il presidente della Conferenza delle istituzioni monastiche in Slovenia. È anche il fondatore di un fondo di beneficenza, un'istituzione non governativa, che aiuta le famiglie con molti figli. È inoltre attivo come membro del Consiglio di Sorveglianza di competenza.

### Ministero episcopale
Il 4 ottobre 2014, ad esattamente trent'anni dalla sua professione solenne, papa Francesco lo ha nominato arcivescovo metropolita di Lubiana. La Chiesa cattolica in Slovenia ha dovuto affrontare una serie di scandali finanziari, che hanno costretto alle dimissioni gli arcivescovi Marjan Turnšek, di Maribor, e Anton Stres, di Lubiana. In particolare, la sede della capitale slovena ha aspettato ben quattordici mesi prima di poter essere riempita. L'annuncio della sua nomina è stato dato da Tadej Strehovec, segretario generale della Conferenza Episcopale Slovena, durante una conferenza stampa.
A proposito di questa nomina, il cardinale connazionale Franc Rodé ha commentato: "Più di un anno di attesa per il nuovo arcivescovo di Lubiana, questioni irrisolte accumulate, le alte aspettative dei fedeli e il pubblico sloveno hanno messo il nuovo pastore di fronte a un compito estremamente difficile. Sono felice che sia stato affidato questo compito a padre Stanislav Zore, che ha già conosciuto e apprezzato un pezzo di questo compito impegnativo".
Anche l'arcivescovo emerito Stres ha espresso le sue congratulazioni: "Il nuovo arcivescovo metropolita Stanislav Zore lo accolgo sinceramente, mi congratulo con tutto il mio cuore, e desidero che Dio lo benedica nella sua missione in modo responsabile".
La sua consacrazione episcopale è avvenuta il 23 novembre successivo, nella Cattedrale di San Nicola a Lubiana, per mano di Juliusz Janusz, nunzio apostolico in Slovenia, assistito da Andrej Glavan, vescovo di Novo Mesto e fino a quel momento amministratore apostolico di Lubiana, e da Stanislav Lipovšek, vescovo di Celje. Nella stessa cerimonia ha preso possesso della sua sede, alla presenza di importanti personalità politiche: il presidente Borut Pahor, il presidente dell'Assemblea Nazionale Milan Brglez, il primo ministro Miro Cerar, il presidente del Consiglio Nazionale Mitja Bervar, il presidente della Corte Suprema Branko Masleša, il vicepresidente della Corte Suprema Miroslav Mozetič, il sindaco di Lubiana Zoran Janković e l'ambasciatore americano nella Repubblica Slovena Joseph Mussomeli. Inoltre, erano presenti una moltitudine di fedeli e altri vescovi, tra cui il cardinale Rodé, che in precedenza era stato arcivescovo della stessa diocesi. Come suo motto episcopale il neoarcivescovo ha scelto Gaudete in Domino, che in italiano vuol dire "Gioite nel Signore". Il nunzio Janusz ha sottolineato nella sua omelia che ha una grande aspettativa nei confronti di monsignor Zore, e che inoltre egli è il primo francescano a ricoprire questo incarico. Il 29 giugno 2015, giorno della solennità dei Santi Pietro e Paolo, si è recato a Roma, dove nella Basilica di San Pietro in Vaticano ha ricevuto dalle mani del Santo Padre il pallio, simbolo di comunione tra il metropolita e la Santa Sede.
Dal 13 marzo 2017 al 24 marzo 2022 è stato presidente della Conferenza episcopale slovena.

## Genealogia episcopale e successione apostolica
La genealogia episcopale è:
- Cardinale Scipione Rebiba
- Cardinale Giulio Antonio Santori
- Cardinale Girolamo Bernerio, O.P.
- Arcivescovo Galeazzo Sanvitale
- Cardinale Ludovico Ludovisi
- Cardinale Luigi Caetani
- Cardinale Ulderico Carpegna
- Cardinale Paluzzo Paluzzi Altieri degli Albertoni
- Papa Benedetto XIII
- Papa Benedetto XIV
- Papa Clemente XIII
- Cardinale Marcantonio Colonna
- Cardinale Giacinto Sigismondo Gerdil, B.
- Cardinale Giulio Maria della Somaglia
- Cardinale Carlo Odescalchi, S.I.
- Vescovo Eugène de Mazenod, O.M.I.
- Cardinale Joseph Hippolyte Guibert, O.M.I.
- Cardinale François-Marie-Benjamin Richard de la Vergne
- Cardinale Pietro Gasparri
- Cardinale Clemente Micara
- Cardinale Antonio Samorè
- Cardinale Angelo Sodano
- Arcivescovo Juliusz Janusz
- Arcivescovo Stanislav Zore, O.F.M.

La successione apostolica è:
- Vescovo Franc Šuštar (2015)

## Araldica
| Stemma | Titolare                              | Descrizione |
|        | Stanislav Zore Arcivescovo di Lubiana | Semipartito troncato: al I d'azzurro alla stella (8) d'oro; al II di rosso al ramo di tiglio di verde posto in banda; al III d'argento alla croce latino di nero caricata del braccio di San Francesco posto in sbarra ricaricato del braccio di Cristo posto in banda, i bracci moventi da una nuvola del campo. Ornamenti esterni da arcivescovo metropolita. Motto: "Veselite se v Gospodu"/"Gaudete in Domino". |

## Opere

### Poesie
- Podest življenja, Ljubljana, Brat Frančišek, 2010

### Traduzioni importanti in sloveno
- Hans Conrad Zander, Ko vera še ni bila dolgočasna, Celje, Mohorjeva družba, 2004
- Priamo Etzi, Iuridica Franciscana, Ljubljana, Brat Frančišek, 2007
- Grado Giovanni Merlo, V imenu svetega Frančiška, Ljubljana, Brat Frančišek, 2007
- Thaddée Matura, Frančišek Asiški, Ljubljana, Novi svet, Brat Frančišek, 2008
- Caterina da Siena, Ogenj božje ljubezni, Ljubljana, Novi svet, 2010
- Nicolas Butet, Evharistija, ljubezen svetnikov, Ljubljana, Emanuel, 2010
- Sławomir Oder e Saverio Gaeta, Zakaj je svet, Ljubljana, Družina, 2011
- Silvano Faust, Konec časov: Lectio Prvega pisma Tesaloničanom, Ljubljana, Družina, 2012
- Frédéric Manns, Simfonija besede, Ljubljana, Brat Frančišek, 2012
- Vittorio Messori, Bernardka nas ni prevarala, Ljubljana, Družina, 2013
- Geoffroy de La Tousche e Marc Ouellet, P.S.S., Aktualnost in prihodnost koncila, Ljubljana, Družina, 2013
- Papa Giovanni Paolo II, Bog je na človekovi strani, Ljubljana, Novi svet, 2014